# トランプ・オーガナイゼーション
トランプ・オーガナイゼーション（The Trump Organization）は、ドナルド・トランプが単独または主要なオーナーである約500の事業体のグループ。
この組織は、1927年にドナルド・トランプの父方の祖母であるエリザベス・クライスト・トランプと彼の父であるフレッド・トランプによって、E・トランプ＆サン（E. Trump & Son.）として設立された。1971年からドナルド・トランプが会長兼社長を務め、名称を変更し、2017年に実権を息子二人（現在副社長であるドナルド・トランプ・ジュニアとエリック・トランプ）に譲った。
不動産開発、投資、仲介、売買、マーケティング、不動産資産管理を主要事業とする。その所有・運営・投資・開発対象は様々な国の、住宅地、ホテル、リゾート、超高層ビル、ゴルフ場に及ぶ。また、マンハッタン区の主要な不動産を数十万平方フィート所有している。515もの子会社・事業体を持ち、そのうちの264はトランプという名を冠し、54はイニシャルを冠している。
米国内外での不動産開発、投資、建築、接客業、娯楽産業、書籍・雑誌出版、モデル事務所、小売業、金融サービス、ボードゲーム、食品・飲料、職業訓練、インターネットを通じた旅行代理店、航空機・ヘリコプター運航、ミスコンテストなど事業は多岐に渡る。リアリティ番組「アプレンティス」などを製作するニューヨークの番組制作会社もその傘下である。その他にも、衣料、宝飾品、書籍、家具、照明、浴室小物、寝室芳香剤、革小物、飲用食器、ステーキ肉、チョコレート、ミネラルウォーターなどの小売業も手掛けたことがある。
手離した事業も数多くあるが、傘下から離れたのちもトランプの名を冠したままのものも多い。例として2016年2月に売却された、ニュージャージー州アトランティックシティのトランプ・エンターテイメント・リゾーツ（トランプ・タージ・マハルやトランプ・プラザ、トランプ・マリーナを擁していた）が挙げられる。

## 概説
ドナルド・トランプが単身オーナー、もしくは筆頭オーナーを務める約500の企業体の総称である。合衆国大統領に就任するまでは、会長兼社長を務めていた。主要な経営幹部は、彼の3人の成人済みの子供たちと、親類ではない雇用者3名であった。
2017年1月11日、ドナルドは自身と娘イヴァンカが社の経営から退く一方で、息子ドナルド・ジュニアとエリックは現最高財務責任者であるアレン・ワイセルベルグと共に経営に参画し続けることを発表した。社との経済的利害関係は保持し続けるとしている。顧問弁護士シェリ・ディロンによると、ドナルドは1月20日の大統領就任前に、企業倫理、企業コンプライアンスのアドバイザーを置き、保有する企業資産を信託するという。また、会社は今後、新規に諸外国とビジネスを行わず、国内での活動に終始するという。

## 歴史

### 創業・初期
ドナルド・トランプの祖母エリザベス・クライスト・トランプ(1880 - 1966) が、息子であるフレッド・トランプ（当時18歳であった）と共に、1923年にエリザベス・トランプ・アンド・サン（サンはsunではなくson）を設立した。エリザベスの夫フレデリック・トランプは、1906年に妻と共にニューヨーク市クイーンズ区に移住し、不動産開発業を始めた。しかし1918年にインフルエンザで亡くなり、3万1359ドル（2016年換算で49万2016ドル）相当の不動産を遺した。
夫の死後、エリザベスは「恵まれた才能」で不動産業を継続した。相続した空地に地元の土建業者に依頼して住宅を建て、売却し、その譲渡抵当（モーゲージ、不動産を担保として保有する代わりに金銭が貸し出される）や賃料で生活した。3人の子供たちが学業を修めたのちに事業を継がせようと考えていたが、真ん中の息子であるフレッドはより早く経営に参画したがったため、エリザベスはエリザベス・トランプ・アンド・サンという会社を設立して備えた。フレッドが未成年の間はエリザベスが法的書類にサインする役割を担っていた。フレッドは長じてから成功した不動産開発業者となったが、エリザベスは生涯経営に参画し続けた。70代になっても、社が保有するビルに設置されたコインランドリーから硬貨を集めようとしていたという。

### ドナルド・トランプの下で
ドナルドは、ペンシルベニア大学在学中からエリザベス・トランプ・アンド・サンの経営に参画しており、1968年には正式にその一員となった。1971年に会社の実権を握り、最初の仕事は社名を「トランプ・オーガナイゼーション」に変えることであった。
2022年12月7日、ニューヨーク州裁判所の陪審は脱税などの罪でトランプ・オーガナイゼーションに有罪評決を出した。2023年1月に量刑が言い渡されるが、最高約160万ドルの罰金を科せられる可能性がある。1月10日、共に起訴された元最高財務責任者が禁錮5月を言い渡された。1月13日にはトランプ・オーガナイゼーションに約160万ドルの罰金が言い渡された。

## 所有する不動産

赤で示されている国は、トランプ・オーガナイゼーションが所有・ライセンス契約を行っている資産がある国。（2016年12月時点）

2015年の時点で、所有する不動産価値は約35億ドルである。内訳は、商業用不動産が13億ドル、居住用不動産が4億1000万ドル、会員制施設が8億6600万ドル、その他共同所有の不動産（つまり100％所持でないもの）が9億4000万ドルとなっている。ドナルド・トランプの資産の大部分はこれらの不動産であり、収入の多くもそこから来ている。不動産にトランプの名を冠する権利を与えたり、ブランド化したり、売買するなどして得た配当と名称使用料がキャッシュ・フロー（企業活動における現金の流れ）の相当量を占めている。ニューヨーク大手不動産コーコラン・グループによると、2005年、ニューヨーク市にあったトランプブランドの分譲マンションは、同等のマンションよりも36％も高く売れたという。2015年には、1年でマンション売買で7100万ドルを、所有するビルからの賃料で4190万ドルを稼いだという。

### 主要資産

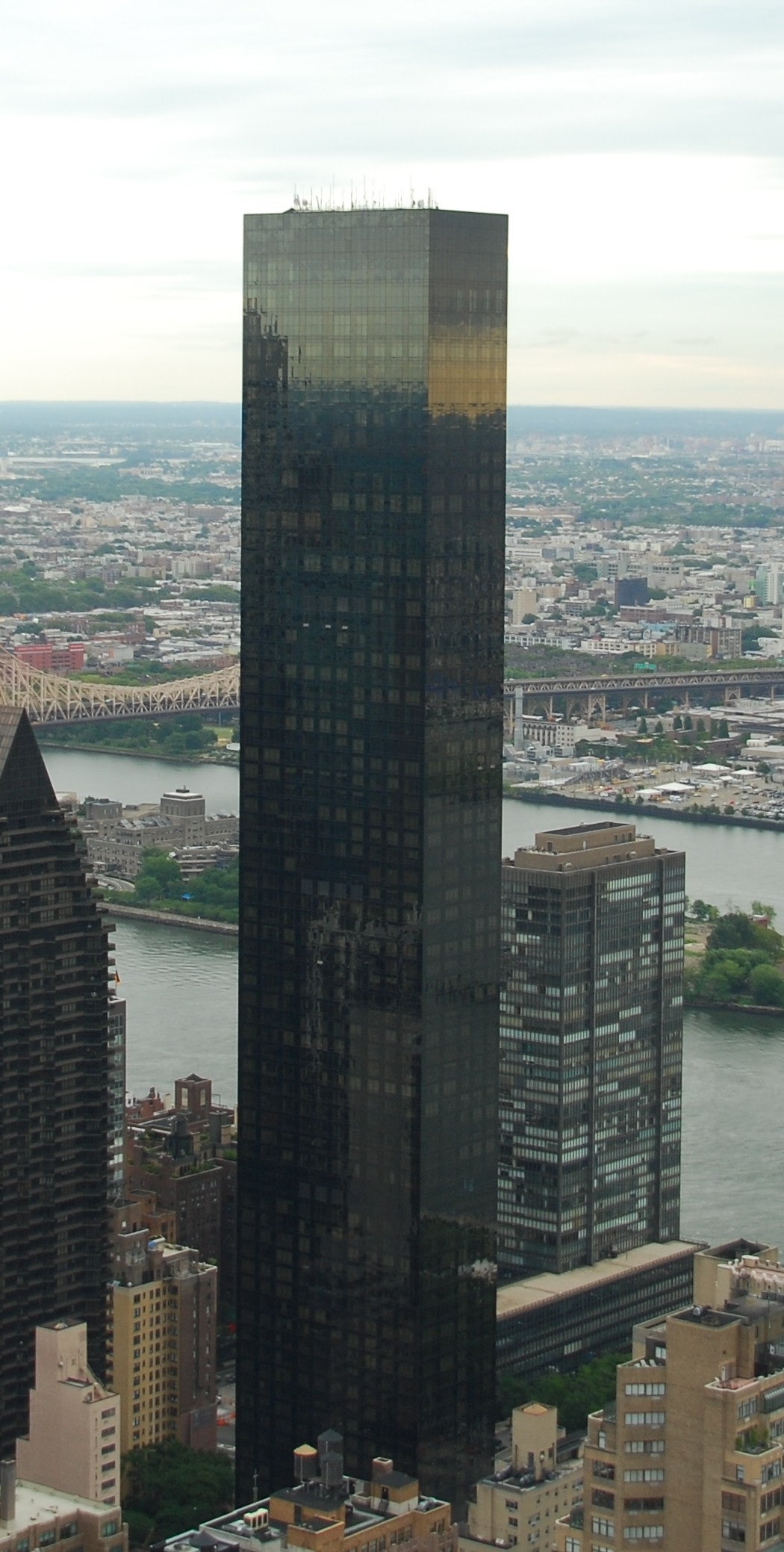
トランプ・ワールド・タワー（マンハッタン区ミッドタウン1番街）

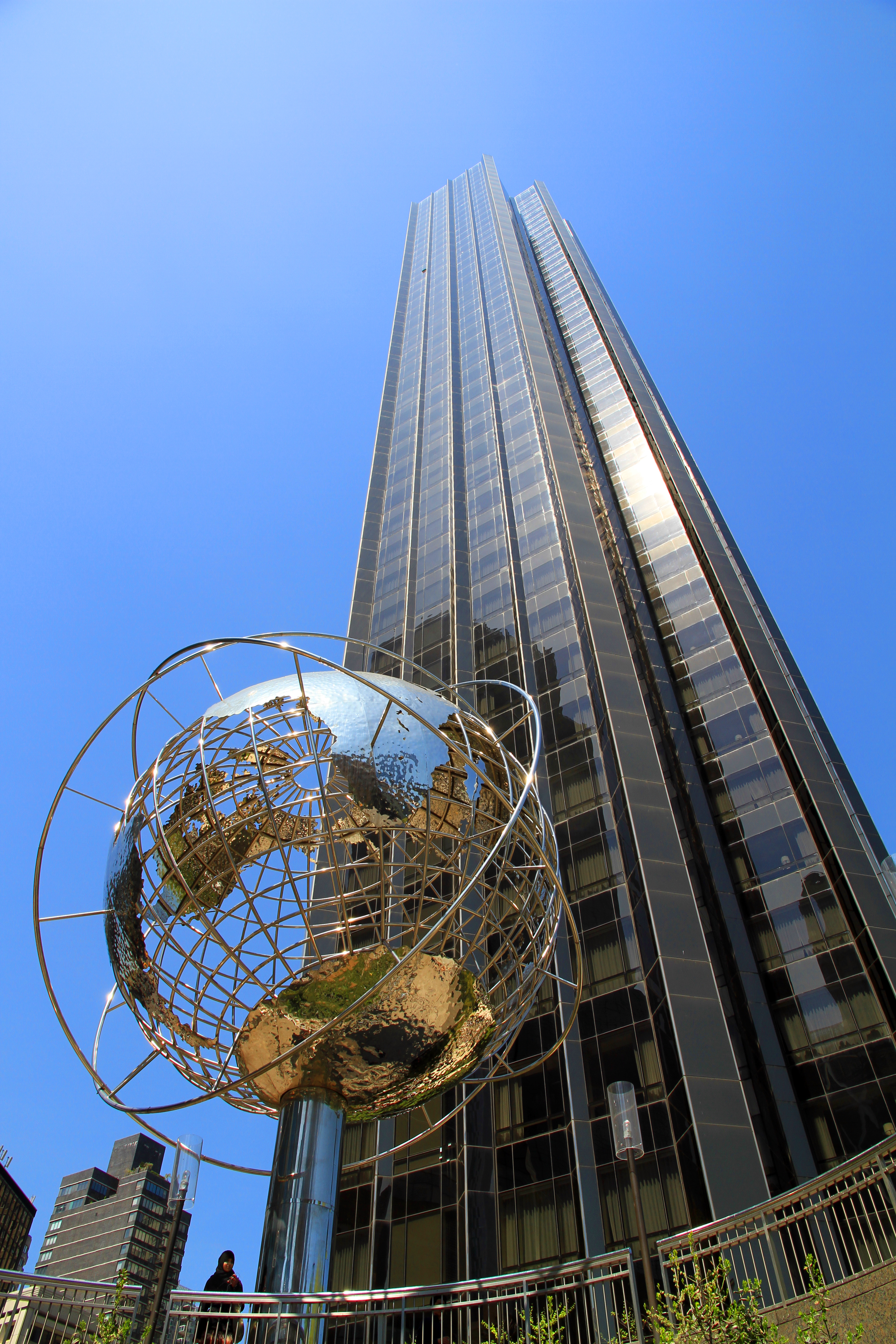
コロンバスサークルから見たトランプ・インターナショナル・ホテル・アンド・タワー (ニューヨーク)

- トランプ・タワー (ニューヨーク) - マンハッタン区ミッドタウン5番街にある、58階建て複合用途高層ビル[33]。1983年に建てられ、トランプ・オーガナイゼーションの本社がある。ビル全体の宣伝広告・リース契約の実権は全てドナルド・トランプが握っている[34]。2006年時点の時価は3億1800ドルとされ、宣伝広告・リース収入は4億6000万ドルに上るという[35]。最上階3階部分はペントハウスとなっており、ダイヤモンド・純金・大理石・室内噴水・イタリア風天井画などで飾られている[34]。ニューヨーク市で最も高価な住居の一つであり、売値は5000万ドルだという[36]。

- トランプ・ワールド・タワー - マンハッタン区ミッドタウン1番街にあり、2006年にフォーブス誌が「2億9000万ドルの収益、未実現損益（実現していない損益）」をトランプ・オーガナイゼーションにもたらしていると報じた[35]。

- アクサ・フィナンシャル・センター - マンハッタン区ミッドタウンの6番街、カリフォルニア州サンフランシスコのカリフォルニア通りにそれぞれに建つ。両ビル合わせて30％を所有している。トランプ・オーガナイゼーションの保有部分の資産価値は、ミッドタウン6番街のビルで4億5000万ドル[34]、サンフランシスコカリフォルニア通りのビルで4億ドル[34]という。

- トランプ・ビルディング・40 ウォール・ストリート - 1995年に100万ドルで購入し、大規模改修工事を行った物件。2011年時点での税引前の純営業利益（総賃料収入から必要経費を引いたもの）は2089万ドルであり、ビル自体はニューヨーク州財務部によると3億5000万ドルから4億ドルの価値があるという。トランプ・オーガナイゼーションは1億6000万ドルの譲渡抵当を得て、その資金を他の投資に回している[34]。フォーブス誌は2006年に2億6000万ドルの価値があると算出した[35]。

- トランプ・インターナショナル・ホテル・アンド・タワー (シカゴ) - 12億ドルの資産価値があり、そのうちトランプ・オーガナイゼーション保有部分の価値は1億1200万ドルという。

- トランプ・インターナショナル・ホテル・ラスベガス - 著名なビジネスマンであるフィル・ラッフィン、ジャック・ウィシュナ、その他フォーブス誌の会友400名との共同開発で建設された。トランプ・オーガナイゼーションの所有分の価値は1億6200万ドルとされる。

- トランプ・インターナショナル・ホテル・アンド・タワー (ニューヨーク) - 1994年に改築する際、トランプという名称使用契約とアドバイザー契約を所有者（ゼネラル・エレクトリック）と結び、4000万ドルを得た。フォーブス誌によると、トランプ・オーガナイゼーションの持ち分は1200万ドル分である。2010年3月時点で、ペントハウスの価格は3300万ドルであったという[37][38]。

- トランプ・パーク・アヴェニュー - 評価額1億4200万ドルのビルであり、トランプ・オーガナイゼーションが23のアパートメント（最高で月10万ドルで貸し出されている）を所有し、19区画を子会社であるトランプ・パルクとして利用している[34]。

- ナイキ・ストア - トランプ・タワーに入っており、賃料は2億ドルである。ナイキのリース契約は2017年に終了するため、その後は4640万ドルの担保物件としてトランプ・オーガナイゼーションが所有する予定である[34]。

- パーム・ビーチ・エステイト - フロリダ州パームビーチに面した、4000平方メートルもの広大なマンション群である。2004年の破産オークションで4000万ドルで落札したもので、2008年6月にアメリカ史上最高額である1億ドルで売却した。フォーブス誌は4300万ドルの価値だと見積もっている[39]。パーム・ビーチには、後述するマー・ア・ラゴ・カントリークラブに隣接してドナルド・トランプの私邸が2つあり、別荘というより投資物件として使用されているようである。これらは650万ドルから300万ドルの価値があるとされる[34]。

- マー・ア・ラゴ - フロリダ州パームビーチにある会員制クラブ。2013年時点で2億5000万ドルの資産価値があるとされる[34]。

- セブン・スプリングス - ニューヨーク州ウエストチェスター郡ベッドフォード郊外にある広大な高級住宅。寝室が13もあることで知られるが、周囲の土地も、更に13軒追加で住宅が建てられるほど広い。1995年に750万ドルで購入され、地元業者によると現在は4000万ドルまで価値が上がっているという[34]。

- ビバリーヒルズ・エステイト - カリフォルニア州ロサンゼルス郡ビバリーヒルズのロデオドライブに、850万ドルから1000万ドルの価値があるマンションを所有する[34]。

- トランプ・インターナショナル・ホテル(ワシントンD.C.) - ワシントンD.C.ペンシルベニア通りにあった歴史的に有名な建築物、オールド・ポスト・オフィス・パビリオン（古くはワシントンD.C.の中央郵便局として使用されていた）を高級ホテルとして改装、2016年9月にオープンさせた。

### キャラセル（メリーゴーラウンド）
- セントラルパーク・キャラセル - マンハッタン区セントラル・パークにあるメリーゴーラウンド。年間で58万9000ドル売り上げるという[40][41][42]。

### スケートリンク

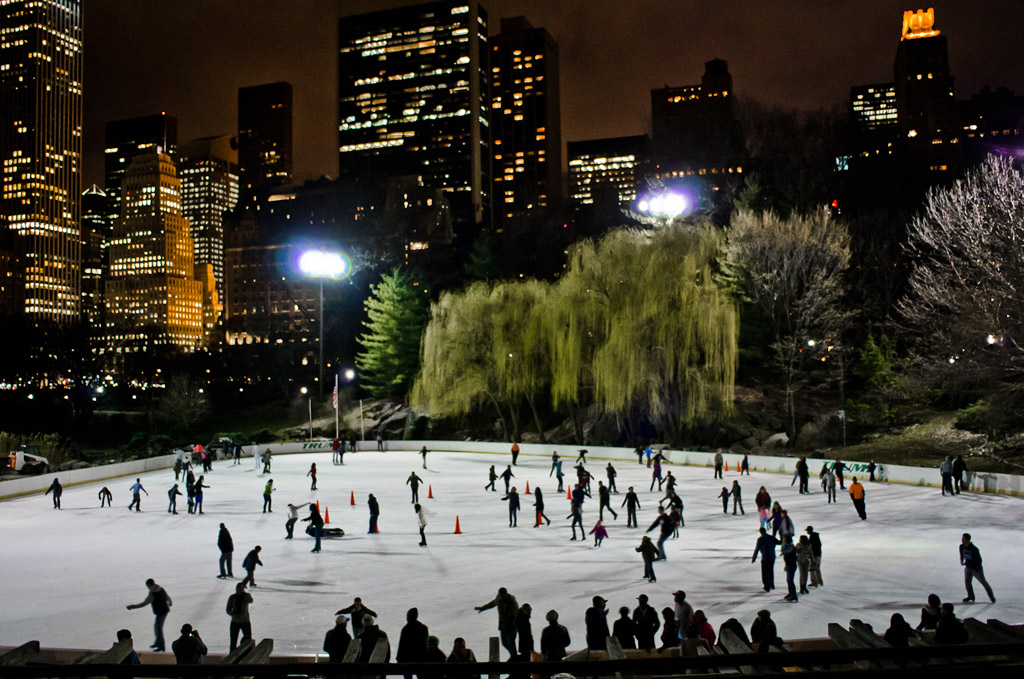
セントラル・パークにあるウォルマン・リンク

- ウォルマン・リンク - セントラル・パークに2つあるスケートリンクのうち、南側に位置するもので、2001年よりトランプ・オーガナイゼーションが他の企業と共同で運営している。壁や製氷車に大きくトランプと書かれている。年間870万ドルの売り上げとされる[32][40][41]。

### トランプ・ワイナリー
バージニア州シャーロッツビルのモンティチェロワイン通りに位置するワイナリーで、500万ドルから2500万ドルの価値があるとされる。2011年に購入され、その後ドナルド・トランプから息子のエリックへと経営権が移った。1300エーカーのうち200エーカーのみが耕作されている。ドナルド・トランプによる「東海岸一広大な」「バージニア州で最も広大な」ワイナリーであるとの主張は誤りである。

### ゴルフコース
アメリカ東沿岸地帯（ボストンからワシントンD.C.にかけて）、スコットランド、アイルランドに15のゴルフコースを所有し、1億7640万ドルの売り上げがある。

#### アメリカ

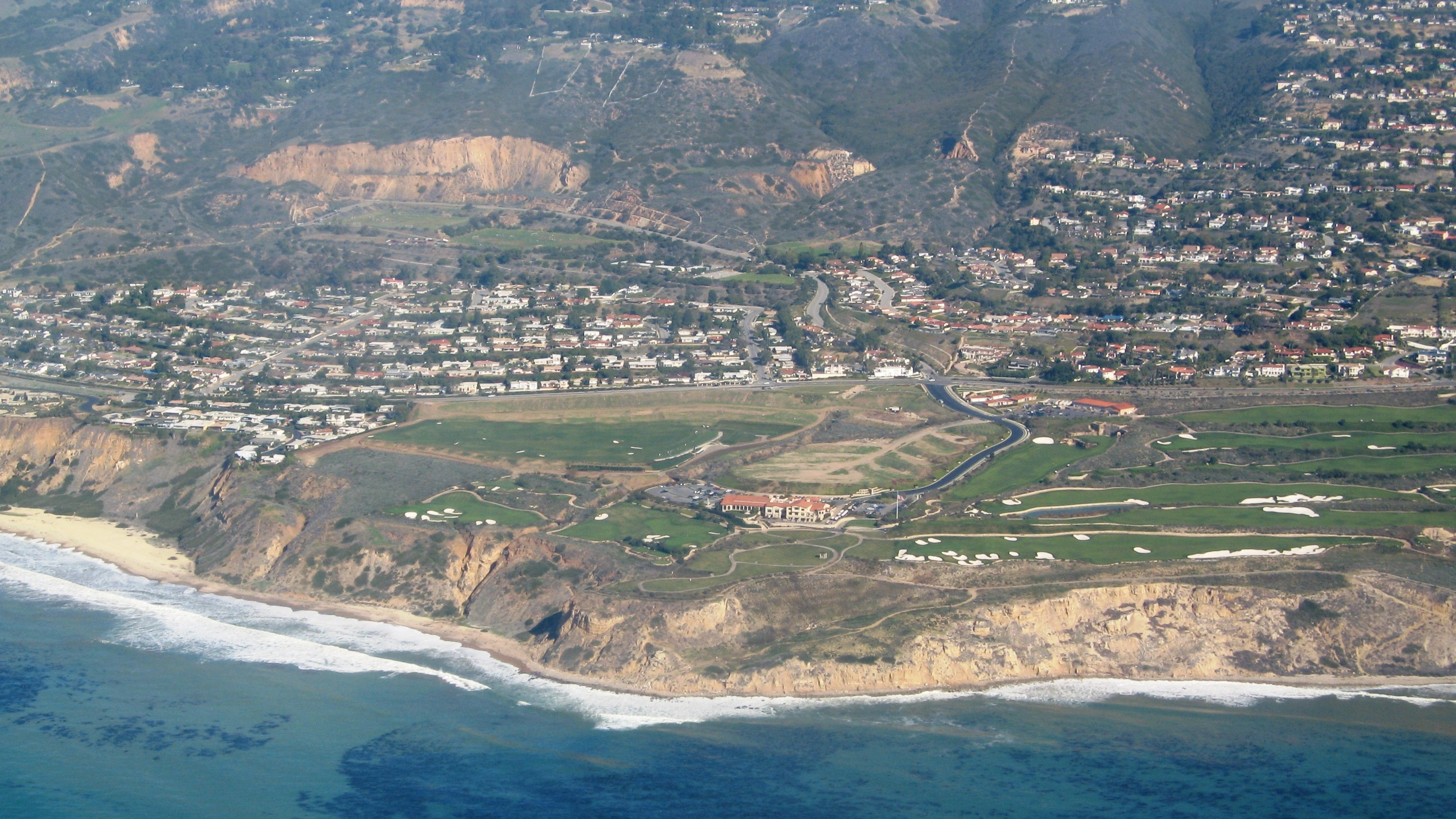
カリフォルニア州ロサンゼルス郡ランチョ・パロスベルデスにある、トランプ・ナショナル・ゴルフクラブ（ロサンゼルス）

7つのゴルフコースを持ち、キャッシュフローで年間2億ドルの売り上げがある。ゴルフコースと付属のリゾート施設・カントリークラブを合わせて、15億7000万ドルの価値があると見積もられている。
- バージニア州スターリング
- ニューヨーク州ブライアクリフマナー
- ニュージャージー州ベッドミンスター
- フロリダ州ウエスト・パームビーチ
- ノースカロライナ州ムーアズビル
- ニュージャージー州パイン・ヒル
- カリフォルニア州ロサンゼルス郡ランチョ・パロスベルデス

2012年にはサウス・フロリダのリゾート温泉地を1億5000万ドルで買収し、2億5000ドル以上をかけて改築中である。敷地800エーカーで、5つのゴルフコースと客室700のホテル、会議場や広大な温泉を有する。専門家は10億ドルの価値があると考えている。

#### スコットランド

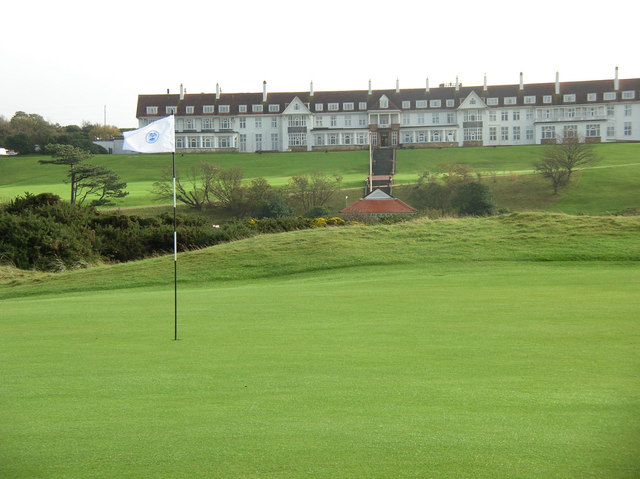
スコットランドのエアシャーにある、ターンベリー

2006年、スコットランドのアバディーンシャーに1400エーカーの土地を購入し、10億スターリング・ポンドの価値がある「世界一の」、そして全英オープンを開けるようなゴルフリゾートを開発する計画を進めている。しかしこれに対して地元住民やその他のスコットランド・イギリス国民、更には環境保護団体から反対の声が上がっている。
計画では18ホールのゴルフコース、5つ星ホテル、別荘やゴルフアカデミーが作られるとしている。地元企業は歓迎しているが、特別自然環境保護区に指定されている4000年前からの砂丘が破壊されると環境保護団体は懸念している。地元の委員会は当初この計画に認可を与えなかったが、スコットランド政府の調査にドナルド・トランプ自身が出席して回答したのちに許可されることとなった。
2009年には、ゴルフ場用地に含まれない近隣地所（4世帯の私有地も含まれる）に対して土地収用（公共の利益になる事業のために所有者の意思に反しても土地を取得すること）を試み、地元住民から猛反発を受けた。「トリッピング・アップ・トランプ（トランプに足払いを）」というキャンペーンが展開され、クイーンのギタリストであるブライアン・メイは、バンドのヒット曲である「ボヘミアン・ラプソディ」をドキュメンタリー映画のハイライト（土地収用をかけられる側の家族の苦境を描いたシーン）で流すことに賛同した。ドナルド・トランプはビデオメッセージを公開し、「土地収用をしようとは思わないし、試みたこともなかった」と表明、強制立ち退きを否定した。
2011年には、新ホテル・高級別荘にほど近い海岸における集合型風力発電所の建設計画に反対を表明した。ドナルド・トランプ自身が私的にスコットランド首相に書簡を送り、集合型風力発電所の建設によって土地の美観が損なわれ、「醜く」なってしまうと訴えた。「ただわが社のゴルフコースの利益のためだけでなく」、スコットランド国民を代表した主張であるとも併記されていた。トランプ・オーガナイゼーションは訴訟を提起し、イギリス最高裁まで争ったが敗訴した。
同年、イギリス人ジャーナリストのアンソニー・バクスターによってドキュメンタリー映画「Tou've Been Trumped（あなたも既にトランプ化されている）」が公開され、地元住民がゴルフリゾートの建築に多大な影響を受けている現状を写した。映画の中で経済学者はリゾートが地元経済に与えるとされる利益に疑問を呈し、環境保護活動家は開発によって引き起こされる環境破壊に警鐘を鳴らし、ゴルファーたちはリゾートの素晴らしさを列挙した宣伝を疑問視している。バクスターが映画撮影中に地元警察に逮捕されるシーンもある。ドナルド・トランプは、この映画は「退屈」でバクスターは「詐欺師だ」と断じた。しかしいくつもの映画賞（ハンプトンズ・フィルム・フェスティバル（ニューヨーク州サフォーク郡）の社会正義賞、デンバー・フィルム・フェスティバルのメイスルズ兄弟賞を含む）を受賞している。
風力発電所をめぐる騒動の最中に、もうこれ以上スコットランドでは開発事業を行わない意向を示していたが、2014年にはエアシャーにある有名ゴルフコースであり全英オープンも開かれるターンベリーを購入している。

#### ドバイ
2014年には、ドバイの地元企業と共同でトランプ・ワールド・ゴルフクラブを建設する計画を発表した。
2015年には、広告や建築現場を囲む壁の一部からトランプの名前とドナルド・トランプの似顔絵が剥ぎ取られているのがパトロール中の警備員や警官によって発見された。ドナルド・トランプの、イスラム教徒にはアメリカに入国させるべきではないという発言や、アメリカ国内のモスクには監視カメラをつけるべきだという発言が影響したものと考えられ、同様のいたずらはトルコにあるトランプ・タワーズ・イスタンブールでも起こっている。

### 不動産ライセンス契約

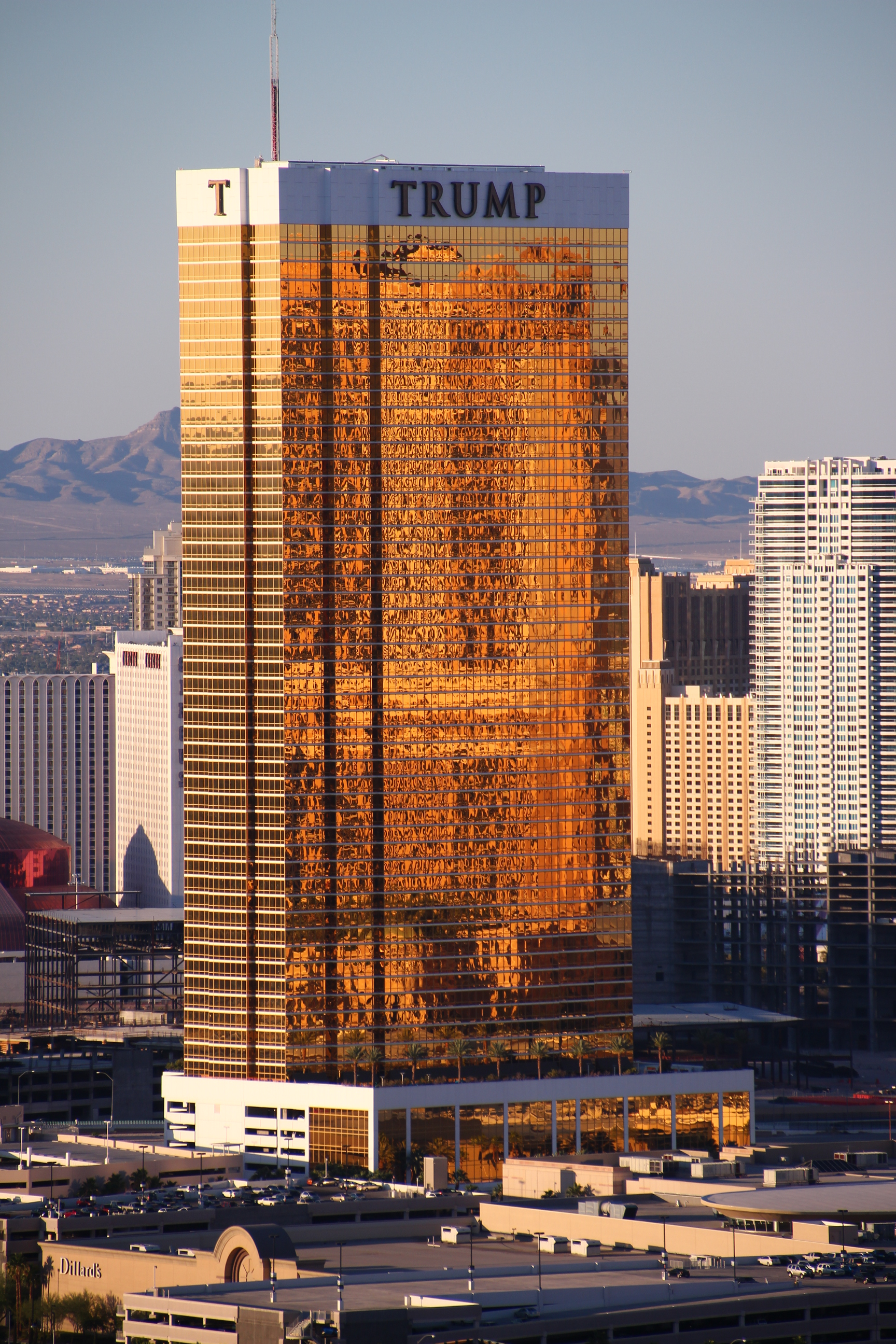
トランプ・インターナショナル・ホテル・ラスベガス

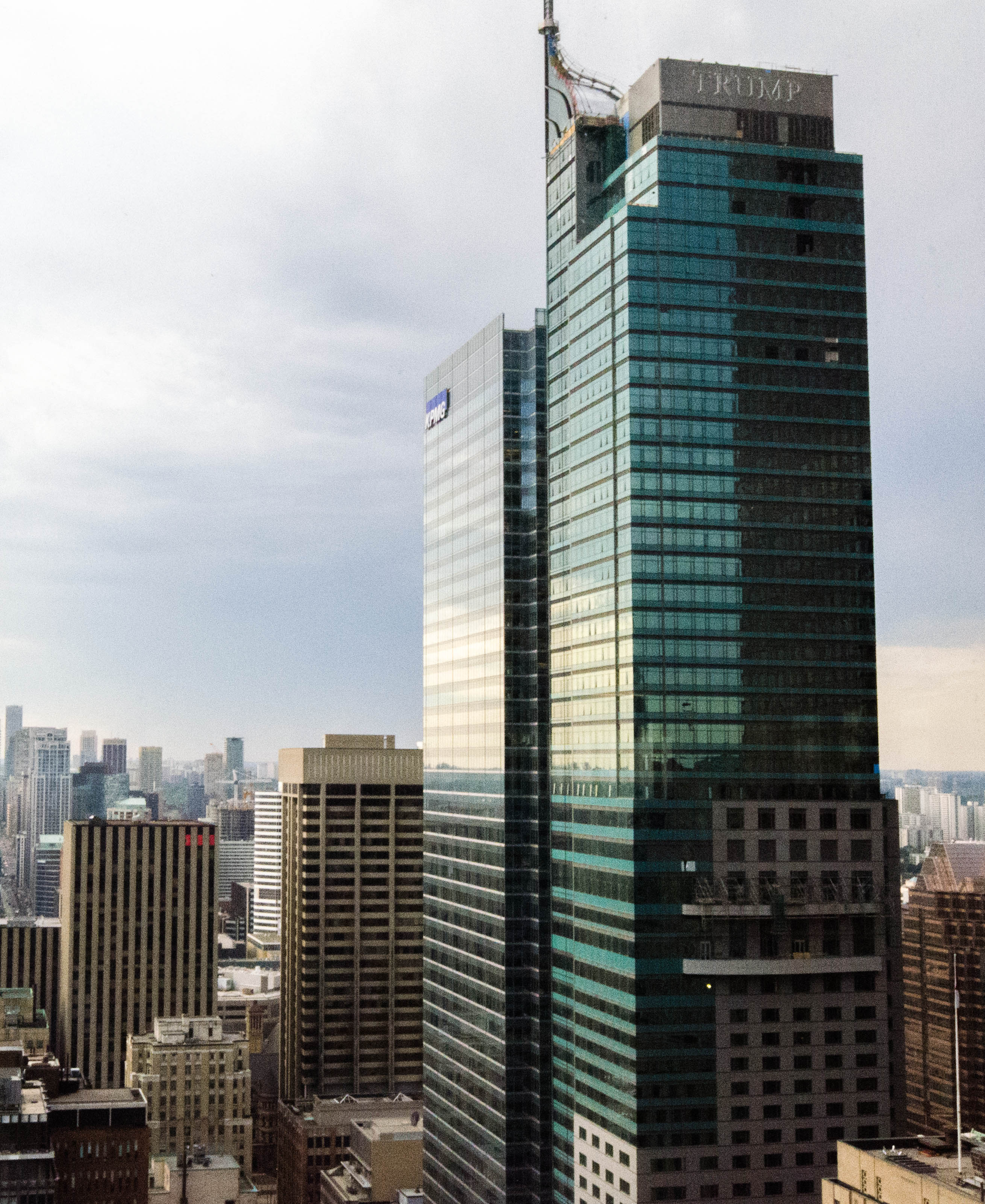
トランプ・インターナショナル・ホテル・アンド・タワー (トロント)

多くの不動産開発業者がドナルド・トランプの名前を使って売買や取引を行いたがるため、実際にはドナルド・トランプの所有でないにもかかわらず、その名前を冠しているビルが多く存在する。フォーブス誌によれば、この形態の不動産は総額5億6200万ドルに上るといい、当時、7つのトランプ・インターナショナル・ホテル・アンド・タワーを含む33ものプロジェクトが進行中であったという。このライセンス契約によって7400万ドルが、合弁事業によって8億2330ドルがドナルド・トランプのもとに入るという。

#### マンハッタン区
- トランプ・パレス - 69番街
- トランプ・パルク、トランプ・パルク・イースト - 6番街、セントラル・パークそばの隣接する高層ビルで、前者（かつてはバルビゾン・プラザ・ホテルであった）は38階建ての高級マンション、後者は14階建てのアパートメントとなっている。
- トランプ・プラザ - アッパー・イースト・サイドに位置する、Y字型の39階建て高級マンション
- パーク・アベニュー610（旧メイフェア・ホテル） - コロニー・キャピタルと共同で開発中

#### ニューヨーク市郊外
- トランプ・ベイ・ストリート - ニュージャージー州ハドソン郡ジャージーシティに建設予定の447世帯向けの賃貸アパートで、クシュナー・プロパティーズ（娘婿であるジャレッド・クシュナーの会社）やKABRグループと共同開発[69]
- トランプ・プラザ（ジャージーシティ） - ジャージーシティに建設予定の二つのタワーで、ニュージャージー州で最も高さが出る予定だったが、二つ目のタワーは計画が中止された[70]。
- トランプ・プラザ（ニューロシェル） - ニューヨーク州ウエストチェスター郡ニューロシェルに建設予定の39階建てのホテル兼高級住宅で、事業家ルイス・キャペリーと共同開発
- トランプ・タワー（シティーセンター） - ウエストチェスター郡ホワイト・プレインズに建設中の35階建ての高級マンションで、同じくルイス・キャペリーと共同開発
- トランプ・パーク・スタンフォード - コネチカット州フェアフィールド郡スタンフォードに、F・D・リッチ・カンパニーとルイス・キャペリーと共同開発
- トランプ・パーク・レジデンス - ニューヨーク州ウェストチェスター郡シュラブオークに、ルイス・キャペリーと共同開発

#### フロリダ州
- トランプ・インターナショナル・ホテル・アンド・タワー（フォートフロリダ） - 2007年に完成見込みであったが、1億3900万ドルの債務不履行により強制執行（債権者に代わって、国が強制的に請求を実現すること）にかけられた[71]。2010年にドナルド・トランプはこの建設計画にもう関わらないことを発表した[72]。
- トランプ・タワー・サニー・アイルズ・ビーチ（フロリダ） - 海に面した高級マンションの建設計画で、3棟271室が作られるという。デザー・プロパティーズとの共同開発
- トランプ・グランデ・オーシャン・リゾート・アンド・レジデンシズ - 海に面した別々の3棟（トランプ・インターナショナル・ビーチ・リゾートと、高級マンションであるトランプ・パレスとトランプ・ロワイヤル）で、デザー・プロパティーズとの共同開発
- トランプ・ハリウッド - ハリウッド・ビーチの40階建ての高層ビルで、ジョージ・ペレスとの共同開発
- トランプ・タンパ・ベイ - 中止

#### 他の国内事業
- トランプ・タワーズ・アトランタ - 強制執行および中止[73][74]
- トランプ・シャーロット - 中止。ドナルド・トランプはのちに現地のゴルフコースを買収し、経営している。
- トランプ・タワー（フィラデルフィア） - 空室が目立ち、強制執行を避けるために2013年に破産申請が出された[75]。
- トランプ・インターナショナル・ホテル・アンド・タワー (ホノルル) - 2009年完成、462室のホテル兼高級マンション
- トランプ・インターナショナル・ホテル・アンド・レジデンス - アリゾナ州フェニックスに計画中
- トランプ・インターナショナル・ホテル・アンド・タワー - ルイジアナ州ニューオーリンズに2007年建設開始予定だったが、用地が強制執行および競売にかけられ、中止
- トランプ・インターナショナル・ホテル・アンド・タワー (シカゴ) - 2009年に完成・開業、建設費はおよそ8億4700万ドル[76]

#### 海外
- エリート・タワー - イスラエル、テルアビブ地区ラマト・ガンに建設予定だった商業ビルで、イスラエルのランドマークになるはずであった。トランプ・プラザ・タワーと呼ばれていたが、ドナルド・トランプは2007年に計画から撤退、4400万ドルで購入した用地[77]をアゾリム（イスラエルの最大手住宅開発業者の一つ）に3億650万新シェケル（イスラエルの通貨単位）で売り渡した[78][79]。
- トランプ・インターナショナル・ホテル・アンド・タワー・リド・レイク - インドネシア、西ジャワ州に建設予定で、バンドンから1時間離れたリド・レイクの700ヘクタールに、7つ星の高級リゾート、18ホールのアーニー・エルス（南アフリカ共和国出身のゴルファー）・チャンピオンシップ・ゴルフコース、会員制のライフスタイル・カントリークラブ・アンド・スパ、高級別荘・マンションを擁する。トランプ・オーガナイゼーションにとってこの種の試みは、アジアにおいて、そしてイスラム教が主要宗教である国において初めてである[80]。
- トランプ・インターナショナル・ホテル・アンド・タワー（バンクーバー） - カナダ、ブリティッシュコロンビア州バンクーバー都心部にそびえ立つ摩天楼で、63階建て、高さ188メートル。2017年完成予定で、シャングリラ・タワーに次いで、街で2番目の高さとなる。
- トランプ・タワー・イスタンブール - トルコ、イスタンブールに建設済み[81]

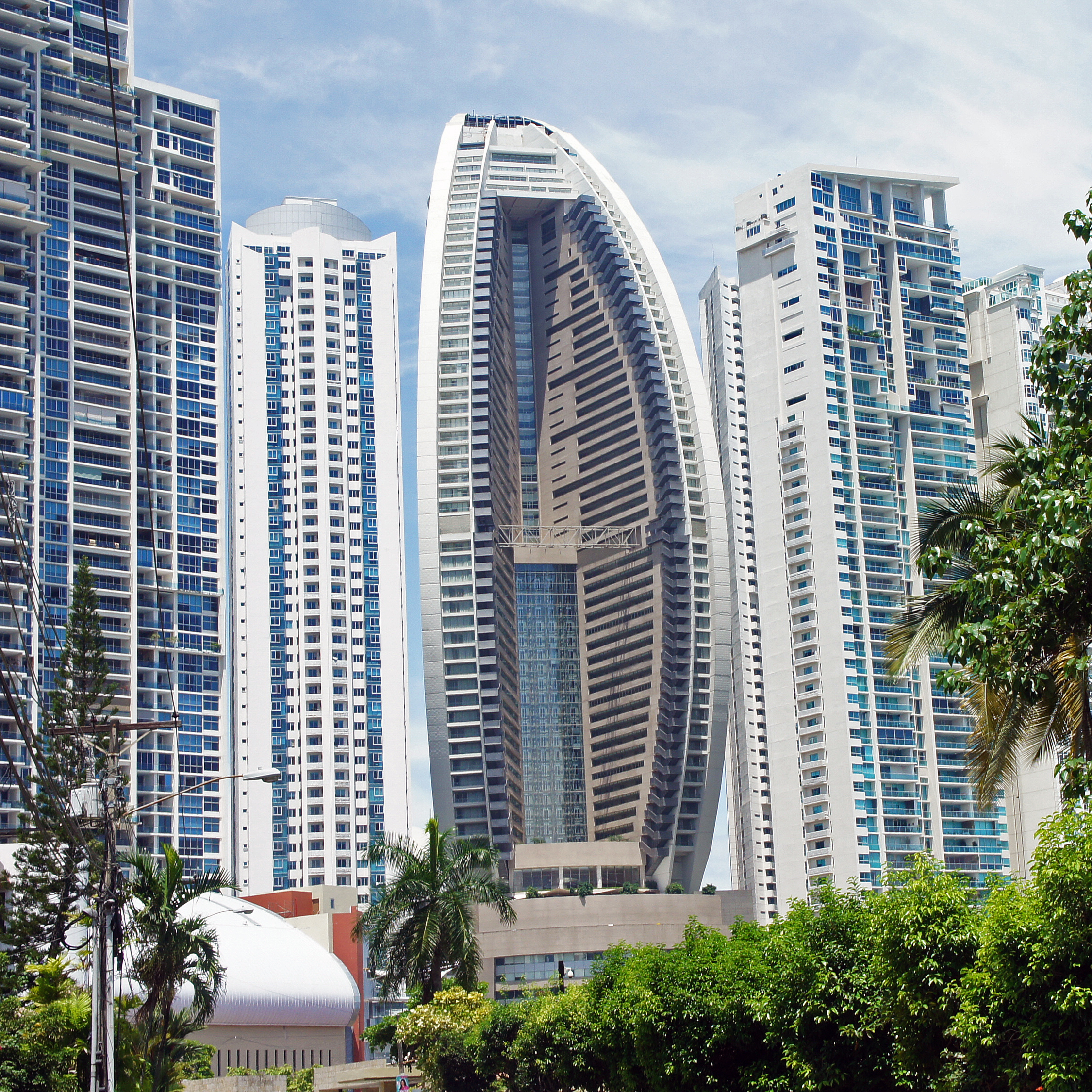
パナマにある、トランプ・オーシャン・クラブ・インターナショナル・ホテル・アンド・タワー

- トランプ・ワールド・ソウル - 韓国ソウルにあり、名前を貸すことでドナルド・トランプは500万ドルを得ているという。
- トランプ・インターナショナル・ホテル・アンド・タワー (トロント) - カナダ、オンタリオ州トロント
- パーム・トランプ・インターナショナル・ホテル・アンド・タワー・ドバイ - ドバイ、パーム・ジュメイラ
- トランプオーシャンクラブ・インターナショナル・ホテル・アンド・タワー - パナマ共和国パナマ市
- トランプ・オーシャン・リゾート・バハ・メキシコ - メキシコ、バハ・カリフォルニア州に建設予定だった、3棟25階建て526室のホテル兼高級マンションだが、財政上の問題で中止となった。
- トランプ・アット・キャップ・カーナ - ドミニカ共和国プンタカナに建設予定
- トランプ・タワー・マニラ - フィリピン、マニラ首都圏マカティに建設中で、トランプの名前とマークがライセンス契約されている。
- トランプ・タワー（ムンバイ） - インド、マハーラーシュトラ州ムンバイ[82]
- トランプ・タワーズ・プネー - インド、マハーラーシュトラ州プネー[82]